# Rosans
Rosans ist eine französische Gemeinde im Département Hautes-Alpes in der Region Provence-Alpes-Côte d’Azur. Sie gehört zum Kanton Serres im Arrondissement Gap. 

## Geographie
Rosans ist die westlichste Gemeinde des Départements Hautes-Alpes. Sie grenzt im Norden an Pommerol, im Osten an Moydans, im Südosten an Saint-André-de-Rosans, im Süden an Montferrand-la-Fare, im Südwesten an Lemps, im Westen an Verclause und im Nordwesten an Cornillac.

## Bevölkerungsentwicklung
| Jahr      | 1962 | 1968 | 1975 | 1982 | 1990 | 1999 | 2007 | 2014 |
| --------- | ---- | ---- | ---- | ---- | ---- | ---- | ---- | ---- |
| Einwohner | 387  | 488  | 515  | 502  | 506  | 493  | 523  | 502  |

## Sehenswürdigkeiten
- Donjon de Rosans, Monument historique
- Sonnenuhr
- Benediktinerinnenabtei Rosans

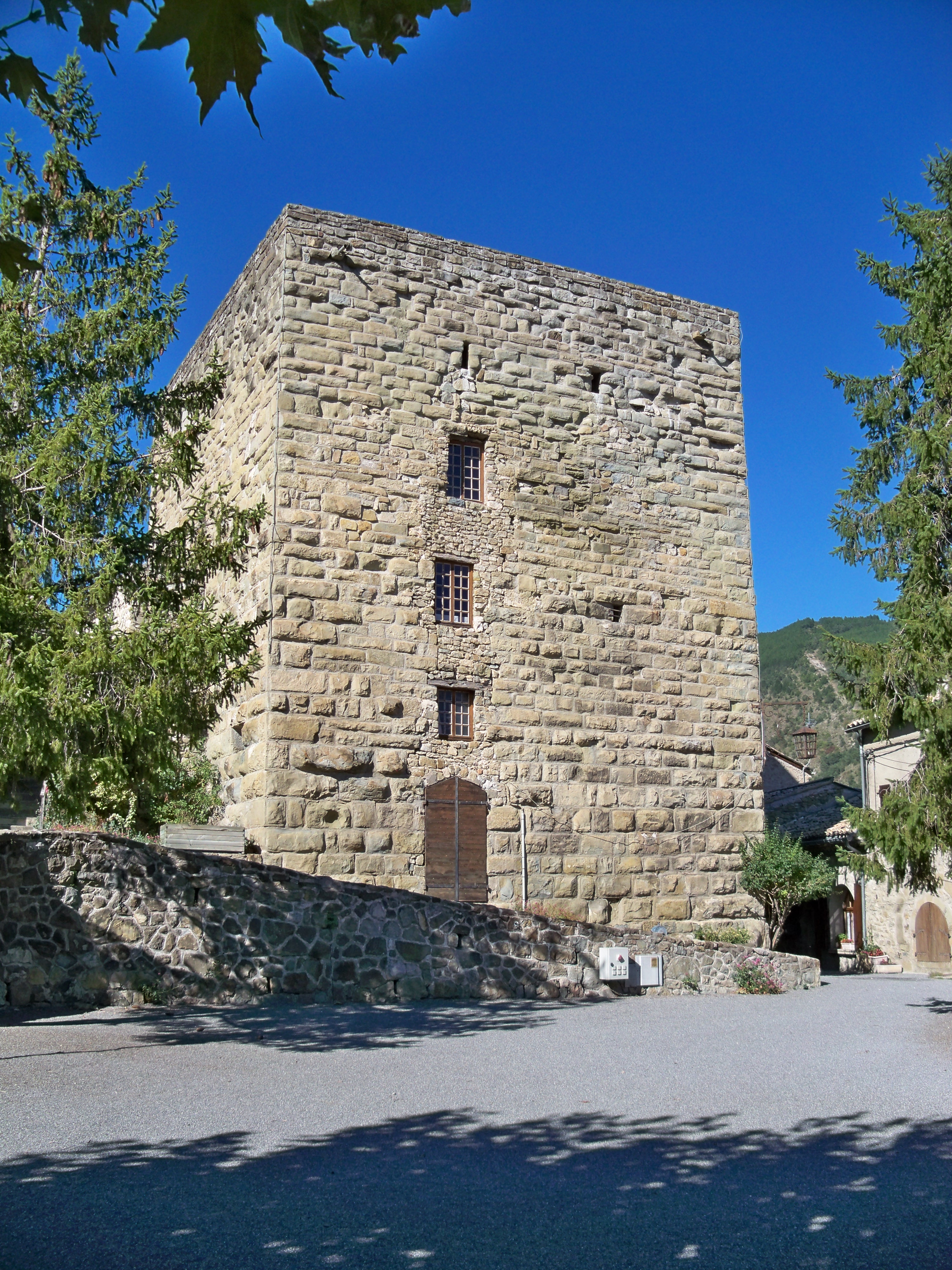
Donjon
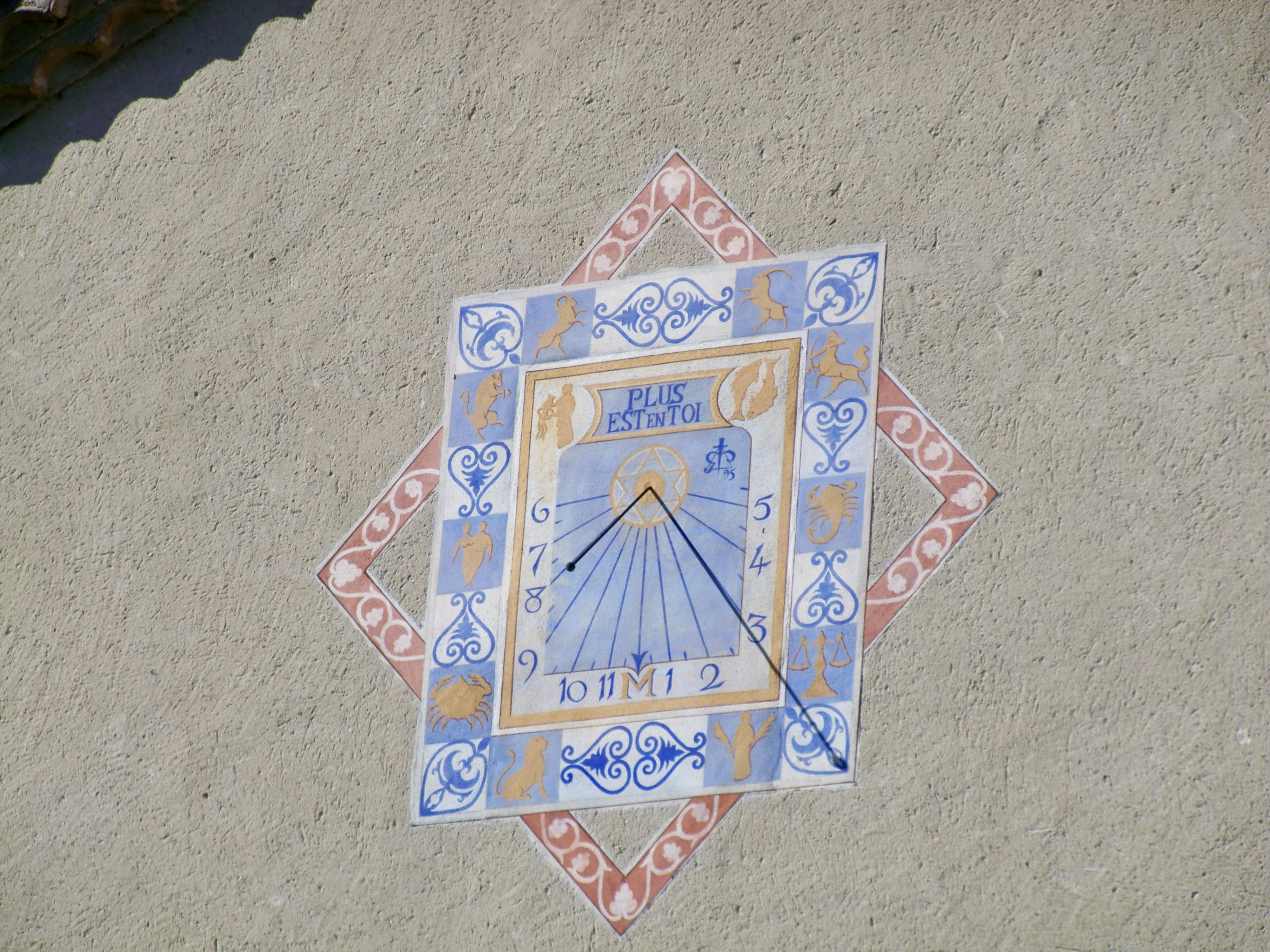
Sonnenuhr